# Alfons Van Brandt
Alfons Van Brandt, noto come Fons (Nijlen, 24 giugno 1927 – 24 agosto 2011), è stato un calciatore belga, di ruolo difensore.

## Carriera
Ha partecipato con la nazionale belga ai Mondiali 1954.

## Palmarès

### Club
- Tweede klasse: 1

Lierse: 1952-1953

### Individuale
- Calciatore dell'anno in Belgio: 1

1955